# John Chase
John Chase   (Milton, 12 de juny de 1906 - Salem, 1 d'abril de 1994) va ser un jugador d'hoquei sobre gel i entrenador estatunidenc que va competir durant les dècades de 1920 i 1930. Estudià a la Universitat Harvard.
El 1932 va prendre part en els Jocs Olímpics de Lake Placid, on guanyà la medalla de plata en la competició d'hoquei sobre gel. Posteriorment, entre 1941 i 1951, entrenà l'equip d'hoquei sobre gel del Harvard Crimson.